# Moed

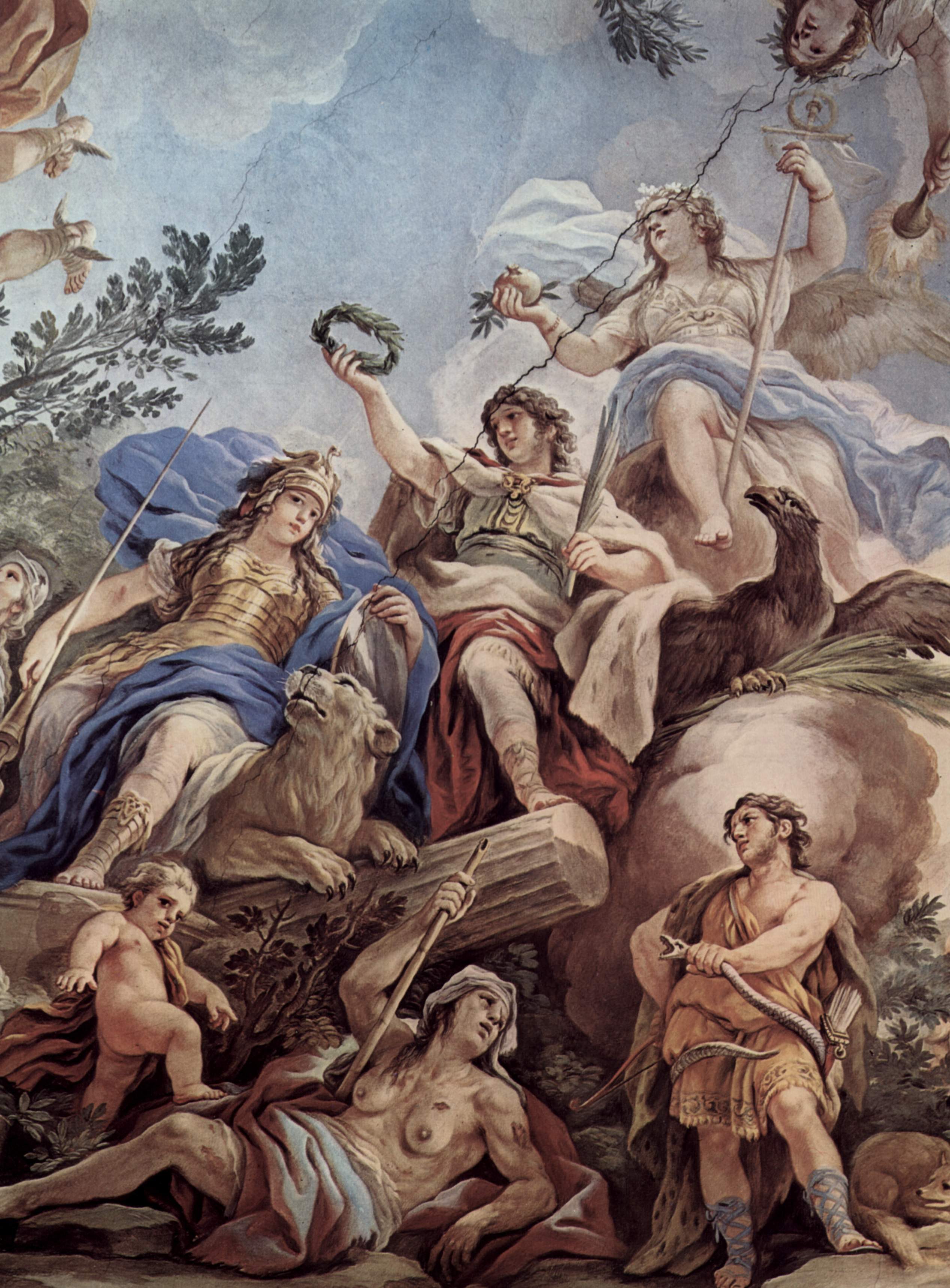
De moed wordt geëerd met een lauwerkrans

Moed is de bereidheid de confrontatie met lichamelijke pijn, tegenslag, levensbedreiging, onzekerheid, angst en intimidatie aan te gaan en te doorstaan. Het is een van de vier kardinale deugden, een psychologisch kenmerk en een karaktertrek. Soms wordt er onderscheid gemaakt tussen lichamelijke moed en morele moed. De bereidheid tot levensbedreigende actie wordt ook wel doodsverachting genoemd.

## Deugd
Moed is het tegendeel van lafheid, maar ook van luiheid of zwakheid. Aan het andere uiterste van moed ligt roekeloosheid, stoutmoedigheid zonder bezonnenheid, zonder rekening te houden met het lot of het toeval, zonder nederigheid tegenover zichzelf en barmhartigheid tegenover anderen. Volgens Aristoteles was moed de gulden middenweg tussen roekeloosheid en lafheid.
Moed als deugd veronderstelt een vorm van belangeloosheid, altruïsme of edelmoedigheid. Moed is een deugd wanneer hij in dienst staat van een persoon of van een algemene of edelmoedige zaak.
Moed is nodig waar kennis, wijsheid en geloof ontoereikend zijn geworden.
Moed is individueel en persoonlijk. Het is geen geweten maar een besluit, geen mening maar een daad.  Moed wordt soms een zaak van wils- of geestkracht genoemd, streven blij te zijn en wel te doen tegenover de hindernissen, die talloos zijn (zie o.a. Spinoza).
Wie vecht met de moed der wanhoop, doet dat uit woede of haat, omdat het moet, omdat het tegenovergestelde lafheid zou zijn, omwille van de schoonheid en het ethische.